# Between the Rifle Sights
Between the Rifle Sights  è un cortometraggio muto del 1913 diretto da Edward J. Le Saint.
ll regista aveva appena lasciato la Independent Moving Pictures Co. of America (IMP) per passare alla Selig. Anche per Guy Oliver fu uno dei primi film che girò alla Selig, dopo aver lavorato all'Eclair American.

## Produzione
Il film fu prodotto dalla Selig Polyscope Company.

### Cast
Stella Razetto (1881-1948): Attrice trentunenne di vaudeville, aveva debuttato quell'anno sullo schermo. Nel film fu diretta da LeSaint che sposerà in dicembre, il giorno di Natale. L'attrice adottò poi il nome da sposata di Stella LeSaint.

## Distribuzione
Distribuito dalla General Film Company, il film - un cortometraggio in una bobina - uscì nelle sale cinematografiche statunitensi il 3 novembre 1913.